# Puteran (Pagerageung)
Puteran is een bestuurslaag in het regentschap Tasikmalaya van de provincie West-Java, Indonesië. Puteran telt 4013 inwoners (volkstelling 2010).